# Hamadi Ould Idey Ould Mohamed Radhi
Ahmedou Ould Idey OuId Mohamed Radhi (né le 31 décembre 1964 à Tintane), est un ancien Ministre de la Défense Nationale de Mauritanie entre 2011 et 2014.
Ahmedou Ould Idey OuId Mohamed Radhi est marié et est diplômé de l'Université de Nouakchott. 

## Parcours
Avant sa nomination comme Ministre de la Défense Nationale de Mauritanie, Ahmedou Ould Idey OuId Mohamed Radhi a occupé les postes suivants :
- D'avril 1990 à août 2000, Chef Service Budget et Études Financières de l'Office des postes et télécommunications (OPT) avant de devenir Chef Service Recouvrement et Suivi des Encaissements à la Direction Commerciale de l'OPT.
- De décembre 1997 à décembre 1999, Administrateur désigné par la Mauritanie au Conseil d'Administration de l'Organisation Africaine de Communication par satellite (RASCOM) en Côte d'Ivoire.
- D'août 2000 à août 2005, Directeur du département Administratif et Financier de Mauritel Mobiles.
- Du 7 septembre 2005 au 8 mai 2007, Secrétaire Général du Ministère de la Fonction Publique et de l'Emploi.
- De mars 2007 à avril 2008, Président de la commission administrative paritaire du Ministère de la fonction publique et Président du Conseil d'administration de l'Office National de la médecine du travail.

## Études
Ahmedou Ould Idey OuId Mohamed Radhi effectue toutes ses études primaires à Tintane de 1971 à 1977.
À la fin de ses études primaires, il entame ses études secondaires au Lycée d'Aioun de 1981 à 1984.
Il obtient son diplôme de maîtrise en économie (option planification) en 1989 à l'Université de Nouakchott. 